# Gerhildiella
Gerhildiella là một chi rêu trong họ Jungermanniaceae.